# Ulrich Homburg

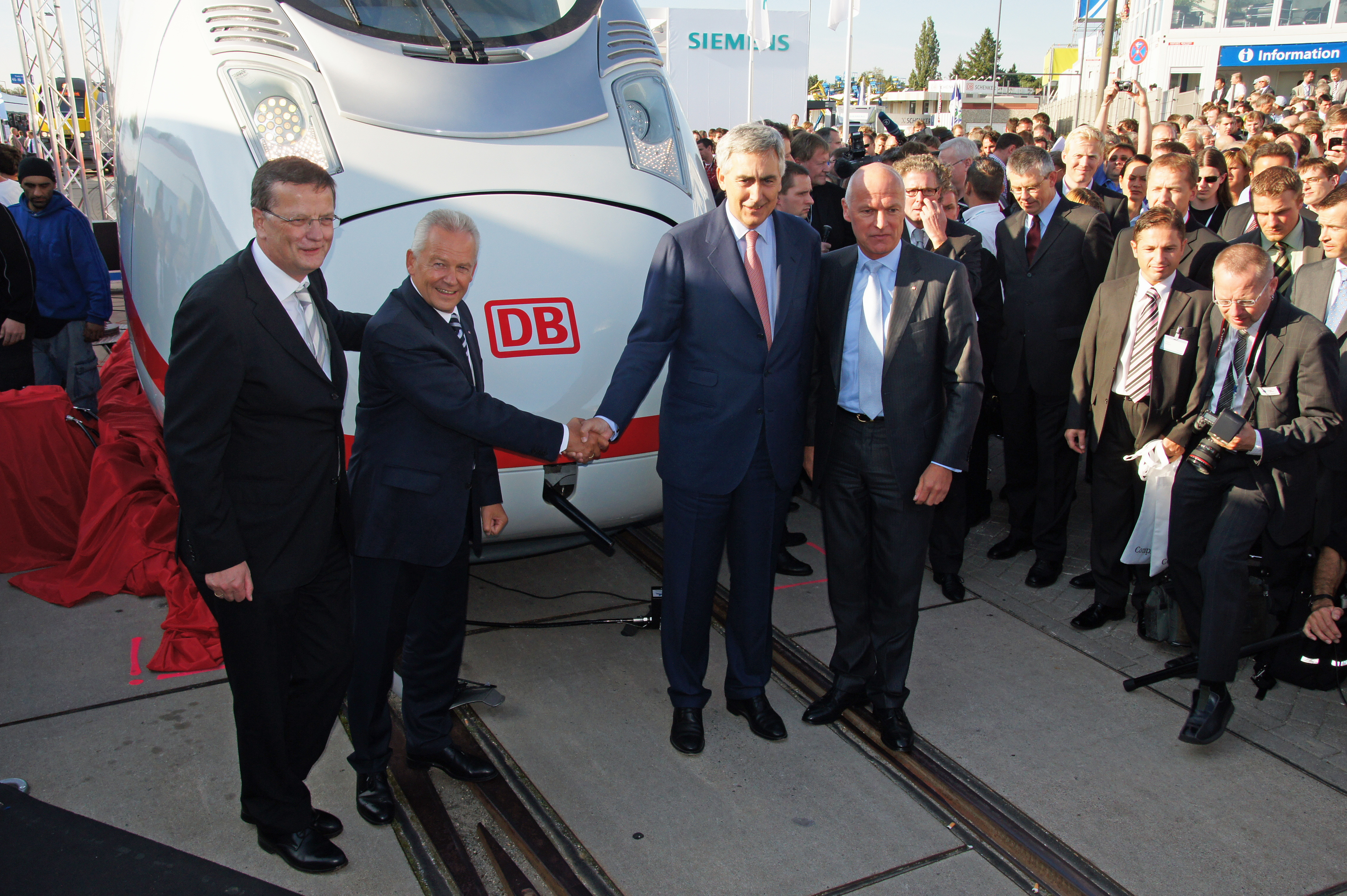
Ulrich Homburg (erster von rechts) bei der Präsentation des neuen ICE 3 auf der InnoTrans im September 2010

Ulrich Homburg (* 4. November 1955 in Hannover) ist ein deutscher Bauingenieur. Er war vom 1. Juni 2009 bis zum 31. Juli 2015 Vorstandsmitglied für das Ressort Personenverkehr der DB Mobility Logistics AG.

## Werdegang
Von 1988 bis Ende 1999 arbeitete Homburg bei der Deutschen Eisenbahn-Gesellschaft, ab 1994 als kaufmännischer Geschäftsführer, zuständig für den Öffentlichen Personennahverkehr im Allgemeinen und den Schienenpersonennahverkehr im Speziellen. 1998 wurde er zum Geschäftsführer der DEG berufen.
Zum 1. Februar 2000 übernahm er das Vorstandsressort Marketing von DB Regio. Gleichzeitig wurde er zum stellvertretenden Vorstandsvorsitzenden der Gesellschaft ernannt. Nach seinem Amtsantritt kündigte er an, das Unternehmen werde sich verstärkt im straßengebundenen ÖPNV der Städte und Landkreise engagieren. Ein Schwerpunkt der geplanten Kooperationen mit kommunalen Verkehrsunternehmen sollte dabei in den Neuen Bundesländern liegen.
2003 wurde er zum Vorstandsvorsitzenden der DB Regio ernannt. Zum 1. Juni 2009 übernahm er das Vorstandsressort Personenverkehr der DB Mobility Logistics AG.
Homburgs bis 2019 laufender Vertrag wurde 2015 vorzeitig beendet. An seine Stelle trat Berthold Huber, der bisherige Chef von DB Fernverkehr.